# Burgruine Wenecja
Die Burgruine in Wenecja gehört mit der gleichnamigen Ortschaft (deutscher Name: Venetia) zur Stadt- und Landgemeinde Żnin, damit zum Landkreis Żniński und der polnischen Woiwodschaft Kujawien-Pommern.

## Geschichte
Die Burg wurde im Zuge der Grenzsicherung des Reiches durch den letzten polnischen Piastenkönig Kasimirs des Großen in der zweiten Hälfte des 14. Jahrhunderts im damaligen Sumpfgebiet um den Fluss Gąsawka (deutsch: Gonsawka) vom Adligen Mikołaj Nałęcz aus Chomiąż errichtet. Nałęcz trug angeblich den späteren Beinamen „Teufel von Wenecja“, da er Richter der Provinz Kalisz war und in dieser Funktion harte Urteile gegen die Landbevölkerung gefällt haben soll. Der Legende nach traf ihn dafür die Strafe Gottes, der die Mauern der Burg in Wenecja über ihm zusammenstürzen ließ. Mit ihm wurden demnach auch die Bauern, die er in seine unterirdischen Verliese hatte werfen lassen, getötet.
Tatsächlich hat die Burg nicht lange bestanden. Bereits im Jahr 1395 wurde sie bei Gefechten anlässlich der Auseinandersetzungen der großpolnischen Stämme Nałęcze und Grzymała erstmals beschädigt. Nach dem Tod des Erbauers um die Jahrhundertwende fiel sie an dessen Enkel Mikołaj Pomian, der die Anlage 1420 an die Erzdiözese Gniezno weitergab. Erzbischof Mikołaj Trąba ließ sie zunächst zum Schutz gegen den Deutschordensstaat verstärken – der bedeutende Büchsenmacher Grzegorz aus Ossek betreute dabei den Ausbau gegen Artilleriebeschuss. Später wurde die Burg dann als Gefängnis für Priester genutzt. Der nächste Besitzer, Erzbischof Jakob von Sienna löste das Gefängnis im Jahre 1461 auf und befahl die Burg zu zerstören, die jedoch noch bis zum Jahr 1511 teilbenutzt wurde.
In den Jahren 1467 bis 1473 war sie Amtssitz des großpolnischen Generalstarosten Piotr Nałęcz aus Szamotuł.
Im 16. Jahrhundert war sie bereits teilweise abgetragen, dabei gewonnene Ziegel wurden zum Bau des Palastes des Erzbischofs verwendet. In den folgenden Jahrhunderten verfiel die Burg weiter, bis weitere Teile im 19. Jahrhundert gesprengt und als Baumaterial für die Anlage der Straße nach Żnin genutzt wurden. Seitdem ist die Burg eine Ruine.

## Bauwerk und Lage
Die gotische Anlage wurde aus Steinen und aus Granitfelsstein errichtet; obere Partien bestanden aus Ziegeln. Sie hatte einen viereckigen Grundriss mit einem Wehrturm an der nordöstlichen Ecke und dem Zugangstor im mittleren Teil des südlichen Flügels. Teile der Stein- und Ziegelmauern, die die Einteilung des Innenbereichs erkennbar machen, sind erhalten geblieben. In der „Archäologischen Abteilung“ des Jan-Kasprowicz-Museums in Inowrocław finden sich Fundstücke, die bei Ausgrabungsarbeiten der Burg geborgen wurden.
Die Burg wird von den Seen Biskupińskie, Weneckie und Skrzynka umgeben. Sie gehört zu der historischen Region Pałuki. Ebenfalls in Wenecja, direkt an der Ruine liegend, befindet sich ein Freilichtmuseum für Schmalspurlokomotiven. Fünf Kilometer südlich befindet sich das rekonstruierte eisenzeitliche Holzdorf Biskupin.